# Кирюхин, Олег Станиславович
Оле́г Станисла́вович Кирю́хин (25 февраля 1975, Мариуполь) — украинский боксёр минимальной весовой категории, выступал за сборную Украины в 1990-е годы. Интерконтинентальный чемпион по версии IBF, бронзовый призёр летних Олимпийских игр в Атланте, обладатель серебряной и бронзовой медалей чемпионатов Европы, многократный победитель и призёр национального первенства, заслуженный мастер спорта. В период 2000—2001 в наилегчайшем весе боксировал на профессиональном уровне (5 побед, 1 поражение, 0 ничьи), завоевал пояс Интерконтинентального чемпиона IBF. Ныне занимается тренерской деятельностью и бизнесом.

## Биография
Олег Кирюхин родился 25 февраля 1975 года в городе Мариуполе, Донецкой области. Активно заниматься боксом начал в возрасте десяти лет в местном спортивным клубе «Азовсталь» под руководством заслуженных тренеров Черенкова В. И. и Харченко В. Г. Одновременно с этим учился в спортшколе № 41, потом в мариупольском строительном техникуме, окончил Донецкий государственный институт культуры и спорта. Первый успех на международной арене пришёл к нему в 1993 году, когда в минимальном весе он выиграл чемпионат Европы среди юниоров. Эта победа помогла ему пробиться во взрослую сборную страны, в 1995 году молодой боксёр съездил на чемпионат мира в Берлин, однако в число призёров не попал.
1996 год получился наиболее успешным в карьере Кирюхина, он завоевал серебряную медаль на европейском первенстве в датском городе Вайле и благодаря череде удачных выступлений удостоился права защищать честь страны на летних Олимпийских играх в Атланте, где дошёл до стадии полуфиналов, выбил из борьбы будущего чемпиона мира по версии WBA колумбийца Антонио Мендосу, проиграв лишь титулованному болгарину Даниелю Петрову Божинову, который в итоге и стал чемпионом. В 1998 году спортсмен выиграл бронзу на чемпионате Европы в Минске, стал обладателем командного Кубка мира, прошедшего во Львове, побывал на Играх доброй воли в Нью-Йорке.
В начале 2000 года решил попробовать себя в профессиональном боксе, покинул сборную и переехал на постоянное жительство в Великобританию. Однако его карьера в профессионалах длилась не долго, в течение года он провёл шесть боёв в наилегчайшей весовой категории, из них пять выиграл (в том числе четыре нокаутом), один проиграл единогласным решением судей. Позже вернулся в родной Мариуполь, где стал соучредителем компании «Олег Кирюхин», занимающейся изготовлением билбордов, неоновой рекламы, лайт-боксов, различных вывесок, козырьков, ситилайтов и других рекламных конструкций. В настоящее время занимает должность президента этой фирмы.

### Награды
- Почётный знак отличия Президента Украины (07.08.1996)[3]